# Pal·lasita
Les pal·lasites són una classe de meteorits del tipus dels litosiderits.

## Estructura i composició
Les pal·lasites consisteixen en cristalls d'olivina de qualitat peridot de mida centimètrica, en una matriu de ferro-níquel. Les àrees metàl·liques més fortes desenvolupen patrons Widmanstätten. Altres constituents menors són schreibersita, troilita, cromita, piroxens i fosfats com la whitlockita, la stanfieldita, la farringtonita i la merrillita.

## Classificació i subgrups
Mesurant la composició isotòpica d'oxigen, la composició de ferro meteorític i la composició de silicats, les pal·lasites es divideixen en 4 subgrups:
- Grup principal de pal·lasites (PMG), en el que trobem gairebé tots els pal·lasites conegudes.
- Grupuscle Eagle Station (PES), en el que hi ha meteorits relacionats amb els ferros IIF.
- Grupuscle pal·lasita-piroxè (PPX), que prenen el seu nom del contingut d'ortopiroxè (al voltant del 5%). La matriu metàl·lica mostra un patró Widmanstätten d'octaedrita fina.
- Pal·lasites no agrupade (P-ung), on trobem els espècimens que no encaixen en cap grup o grupuscle.

## Origen
Es creia que es van originar a la vora del mantell-nucli dels asteroides diferenciats que posteriorment es van trencar adegut a algun impacte. Una hipòtesi alternativa recent és que es tracta de mescles generades per l'impacte de materials del nucli i del mantell.

## Història

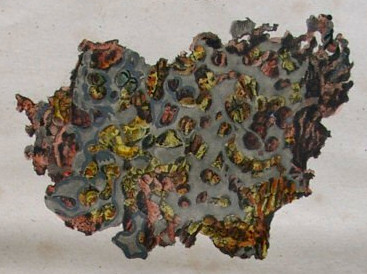
Meteorit Krasnoiarsk

Un error comú és associar el seu nom amb l'asteroide (2) Pallas, però en realitat rep el seu nom del naturalista alemany Peter Pallas (1741-1811), qui va estudiar en 1772 un exemplar trobat a prop de Krasnoiarsk, a les muntanyes de Sibèria, que tenia una massa de 680 quilograms. El meteorit de Krasnoyarsk descrit per Pallas l'any 1776 va ser un dels exemples utilitzats per E.F.F. Chladni en la dècada de 1790 per demostrar que el meteorit va caure sobre la Terra, fet considerat en la seva època per la majoria dels científics com conte de fades. Aquesta massa de roca era diferent a totes les roques o minerals trobats en aquesta zona (i la gran peça no es podia haver transportat accidentalment al lloc de recerca), però el seu contingut de metall natiu era similar a altres troballes conegudes per àrees completament diferents.